# یاتسک واگوا
 یاتسک آندریی واگوا (به انگلیسی: Jacek Andrzej Łągwa) (زاده ۱۱ نوامبر ۱۹۶۹) خواننده لهستانی است.
او نماینده لهستان در مسابقه آواز یوروویژن ۲۰۰۳ و مسابقه آواز یوروویژن ۲۰۰۶ بود.